# えまおゆう
えまお ゆう（1967年9月17日 - ）は、日本の女優。元宝塚歌劇団雪組トップスター。宝塚歌劇団73期生、同期は匠ひびき、天海祐希、姿月あさと。REIJIN（宝塚歌劇団OG）メンバー。
東京都目黒区生まれ、目黒星美学園高校卒業。本名：福岡 文世（ふくおか ふみよ）。血液型O型。愛称は「ぶんちゃん」。叔父は劇作家の矢代静一、従姉は女優の毬谷友子。所属事務所はベリーベリープロダクション。
2008年9月1日に芸名を絵麻緒 ゆう（えまお ゆう）からえまおに変更し、その後2010年に現在の芸名に変更した（一部を除き、以下の記述は「えまお」で統一する）。

## 来歴
東京都目黒区生まれ。歯科医の父のもと、4人兄妹の末子として出生する。
高校2年生修了後の1985年（昭和60年）宝塚音楽学校に合格する。1987年（昭和62年）73期生として宝塚歌劇団に入団する。受験時にバク転を披露する受験者を見て落ちると思い、田原俊彦のモノマネで対抗して審査員を爆笑させて高得点を取り、3位の成績で合格できた。『宝塚をどり賛歌/サマルカンドの赤いばら』で初舞台を踏む。同年星組に配属される。
以後、星組の新人公演で主要キャスト、1993年頃は新人公演主演を果たし、星組の男役スターとして頭角をあらわした。麻路さきの星組トップスター時代には男役3番手となり、次代トップスター稔幸の下で2番手となる。星組生え抜きの男役スターだったが、劇団方針により2000年（平成12年）専科に異動となる（いわゆる「新専科」の一人）。古巣・星組公演出演後の翌2001年（平成13年）雪組に異動する。
2002年（平成14年）轟悠の後を継いで雪組トップスターに就任したが、『追憶のバルセロナ/ON THE 5th』をもって、本公演数1公演のみで退団、宝塚在籍期間は16年。
2008年（平成20年）9月1日に「絵麻緒ゆう」から「えまお」に改名することを自身のブログにて発表。2010年（平成22年）現在の「えまおゆう」に改名。
2014年（平成26年）11月、元・宝塚男役トップスターによる10人組ユニット『麗人 REIJIN』メンバーが発表。翌年1月、JVCケンウッド・ビクターエンタテインメントからカバーアルバム『麗人 REIJIN』が発売。楠瀬誠志郎・郷ひろみの「僕がどんなに君を好きか、君は知らない」をカバーする。2月、メルパルクホールにて1日限りの記念コンサートを開催。
2015年（平成27年）≪第二弾≫カバーアルバム『麗人 REIJIN-Showa Era-』に参加。高橋真梨子「別れの朝」をカバーする。
2016年（平成28年）≪第三弾≫カバーアルバム『麗人 REIJIN -Season 2』に参加。槇原敬之「どんなときも」をカバーする。
2018年（平成30年）1月、芸能生活30周年記念ミニアルバム「UnSourire」をリリース。
2023年（令和5年）12月、自身のYouTubeチャンネル「えまおゆうBunchannel」を開設。
2024年（令和6年）3月、11年間フリーランスの活動を経て芸能事務所ベリーベリープロダクションに所属。
現在は、多数の舞台ほか、ディナーショー、TV出演、ボランティア活動など多方面で活躍する。

## 人物
- 愛犬家。トイプードルの「Katy（ケイティ）」は家族の一員。2015年9月17日生まれは、「誕生日」と「干支」が同じで運命を感じている[13]。
- 好きな食べものはワイン、お肉、うずら卵[13]。
- 「えまおゆう」の名付けの親は叔父で劇作家の矢代静一。当初は「絵麻緒」とつけたが、宝塚歌劇団から名字か名前のどちらかをつけてくださいと言われ。「え・まお」もしくは「えま・お」にしようと思ったら、それもダメだった。そこで語呂がいい感じで「ゆう」をつけて「絵麻緒ゆう」になった。「絵麻緒」の由来はレンブラント・ファン・レインの聖画「エマオの旅人」（イエス・キリストの復活して最初に行った土地の名前）から来ている。平仮名に直したのは、えまおゆう本人。理由は漢字を間違える方や読めない方が多かったから[2]。

### 親族
星組時代の先輩の英りおは、えまおの兄と結婚した。
劇作家矢代静一の妻で元女優の山本和子とえまおの母は一卵性双生児で、矢代は義理のおじにあたる。矢代は大の宝塚ファンであり、次女でえまおの従姉にあたる毬谷友子も雪組娘役として活躍した。また、矢代家はカトリックの篤信家で、えまおもカトリックの学校に在籍したなどカトリックとの縁も深い。宝塚を受験する際、矢代は手放しで喜び受験を応援したが、毬谷（この年に退団）はえまおの気質を憂慮、「わがままなぶんちゃんは1週間で音楽学校から帰りたくなるよ」と「忠告」したことがある（えまおが演劇雑誌のインタビューで談話）。芸名も矢代が命名し、宝塚在団中は2人（矢代は1998年逝去）の助言などを幾度となく受け、たった1公演のみ、いわば“落下傘”的であったが毬谷の古巣の雪組で男役トップ就任を果たした。
矢代の妻とえまおの母の末の妹は、東洋史学者で早稲田大学名誉教授の福井重雅の妻である。
|          |          |          |          |          |          |  |  |          |          |          |          |          |          |  |  |        |        |        |        |        |        |  |  |            |            |            |            |            |            |            |            |         |         |            |            |            |            |            |            |            |            |  |  |              |              |              |              |              |              |  |  |          |          |          |          |          |          |  |  |
|          |          |          |          |          |          |  |  |          |          |          |          |          |          |  |  |        |        |        |        |        |        |  |  |            |            |            |            |            |            |            |            |         |         |            |            |            |            |            |            |            |            |  |  |              |              |              |              |              |              |  |  |          |          |          |          |          |          |  |  |
| 矢代静一 | 矢代静一 | 矢代静一 | 矢代静一 | 矢代静一 | 矢代静一 |  |  | 山本和子 | 山本和子 | 山本和子 | 山本和子 | 山本和子 | 山本和子 |  |  |        |        |        |        |        |        |  |  |            |            | えまおの母 | えまおの母 | えまおの母 | えまおの母 | えまおの母 | えまおの母 |         |         | えまおの父 | えまおの父 | えまおの父 | えまおの父 | えまおの父 | えまおの父 |            |            |  |  | えまおの叔母 | えまおの叔母 | えまおの叔母 | えまおの叔母 | えまおの叔母 | えまおの叔母 |  |  | 福井重雅 | 福井重雅 | 福井重雅 | 福井重雅 | 福井重雅 | 福井重雅 |  |  |
| 矢代静一 | 矢代静一 | 矢代静一 | 矢代静一 | 矢代静一 | 矢代静一 |  |  | 山本和子 | 山本和子 | 山本和子 | 山本和子 | 山本和子 | 山本和子 |  |  |        |        |        |        |        |        |  |  |            |            | えまおの母 | えまおの母 | えまおの母 | えまおの母 | えまおの母 | えまおの母 |         |         | えまおの父 | えまおの父 | えまおの父 | えまおの父 | えまおの父 | えまおの父 |            |            |  |  | えまおの叔母 | えまおの叔母 | えまおの叔母 | えまおの叔母 | えまおの叔母 | えまおの叔母 |  |  | 福井重雅 | 福井重雅 | 福井重雅 | 福井重雅 | 福井重雅 | 福井重雅 |  |  |
|          |          |          |          |          |          |  |  |          |          |          |          |          |          |  |  |        |        |        |        |        |        |  |  |            |            |            |            |            |            |            |            |         |         |            |            |            |            |            |            |            |            |  |  |              |              |              |              |              |              |  |  |          |          |          |          |          |          |  |  |
|          |          |          |          |          |          |  |  |          |          |          |          |          |          |  |  |        |        |        |        |        |        |  |  |            |            |            |            |            |            |            |            |         |         |            |            |            |            |            |            |            |            |  |  |              |              |              |              |              |              |  |  |          |          |          |          |          |          |  |  |
| 矢代朝子 | 矢代朝子 | 矢代朝子 | 矢代朝子 | 矢代朝子 | 矢代朝子 |  |  | 毬谷友子 | 毬谷友子 | 毬谷友子 | 毬谷友子 | 毬谷友子 | 毬谷友子 |  |  | 英りお | 英りお | 英りお | 英りお | 英りお | 英りお |  |  | えまおの兄 | えまおの兄 | えまおの兄 | えまおの兄 | えまおの兄 | えまおの兄 | (他2人)    | (他2人)    | (他2人) | (他2人) | (他2人)    | (他2人)    | えまおゆう | えまおゆう | えまおゆう | えまおゆう | えまおゆう | えまおゆう |  |  |              |              |              |              |              |              |  |  |          |          |          |          |          |          |  |  |
| 矢代朝子 | 矢代朝子 | 矢代朝子 | 矢代朝子 | 矢代朝子 | 矢代朝子 |  |  | 毬谷友子 | 毬谷友子 | 毬谷友子 | 毬谷友子 | 毬谷友子 | 毬谷友子 |  |  | 英りお | 英りお | 英りお | 英りお | 英りお | 英りお |  |  | えまおの兄 | えまおの兄 | えまおの兄 | えまおの兄 | えまおの兄 | えまおの兄 | (他2人)    | (他2人)    | (他2人) | (他2人) | (他2人)    | (他2人)    | えまおゆう | えまおゆう | えまおゆう | えまおゆう | えまおゆう | えまおゆう |  |  |              |              |              |              |              |              |  |  |          |          |          |          |          |          |  |  |

## 宝塚歌劇団時代の主な舞台出演

### 星組時代
- 1987年3月 - 5月『宝塚をどり賛歌/サマルカンドの赤いばら』 ※初舞台（雪組）
- 1988年6月 - 7月『戦争と平和』
- 1991年11月 - 12月『紫禁城の落日』
- 1989年8月 - 9月『ベルサイユのばら』（小公子）　※新人公演ではオスカルをつとめた（宝塚のみ）。
- 1992年5月 - 6月『白夜伝説/ワンナイト・ミラージュ』（ベルガー）　※新人公演では主演（オーディン）
- 1992年『宝塚歌劇団・第2回ニューヨーク公演「TAKARAZUKA・夢」』

1993年
- 1月 - 2月『宝寿頌/PARFUM DE PARIS』
- 2月 - 3月『サタディナイト・ロマンス』（サム）　※バウホール公演
- 6月 - 8月『うたかたの恋/パパラギ－極彩色のアリア－』（モーリス・大劇場、フィリップ皇子・東京）　※新人公演では主演（ルドルフ）
- 12月 - 1994年1月『ラ・トルメンタ-愛の嵐-』（レオン）　※バウホール公演

1994年
- 2月 - 3月『若き日の唄は忘れじ/ジャンプ・オリエント!』（磯貝主計・大劇場、山根清二郎・東京）
- 8月 - 9月『FILM MAKING』（デューク・ランドルフ）　※バウホール公演
- 8月 - 9月『カサノヴァ・夢のかたみ/ラ・カンタータ！』（スタンヴィル伯爵）

1995年
- 3 - 7月『国境のない地図』（フィリップ）
- 5 - 6月『殉情』（佐助）　※バウホール公演初主演、自身の代表作。
- 9月 - 11月『剣と恋と虹と/ジュビレーション!』（マルセル）
- 12月『Action!』（ジャック）　※シアター・ドラマシティ公演

1996年
- 5 - 8月『二人だけが悪/パッション・ブルー』（マルチネス）
- 11月 - 1997年3月『エリザベート』（ルドルフ）

1997年
- 5月 - 6月『誠の群像/魅惑Ⅱ』（沖田総司）
- 9月『Elegy 哀歌』（パラミティーズ）　※バウホール公演
- 11月 - 12月『ダル・レークの恋』（クリスナ・クマール）

1998年
- 4月 - 5月『ディーン』（ジェームス・バイロン・ディーン）　※バウホール公演主演
- 6月 - 8月『皇帝/ヘミングウェイ・レビュー』（ブッスル）

1999年
- 2月 - 3月『WEST SIDE STORY』（リフ）
- 10月 - 11月『我が愛は山の彼方に/グレート・センチュリー』（チャムガ）
- 12月『夢・シェイクスピア』（ピーター）　※バウホール公演主演

2000年
- 5月 - 6月『黄金のファラオ/美麗猫 -ミラキャット-』（セイタハト）

### 専科時代
2001年
- 1月 - 2月『花の業平/夢は世界を翔けめぐる』（星組）（梅若）
- 2月 - 6月『猛き黄金の国/パッサージュ』（雪組）（坂本竜馬）　※彼女の特性に合ったはまり役であった。
- 8月『凱旋門/パッサージュ』（雪組）（ボリス）　※博多座公演

### 雪組・雪組トップ時代
- 2001年10月 - 2002年2月『愛 燃える/Rose Garden』（范蠡）

2002年
- 3月 - 4月『殉情』（佐助） ※雪組新トップコンビ披露公演（相手役・紺野まひる） 1995年バウホール公演の再演。
- 5月 - 7月『追憶のバルセロナ/ON THE 5th』（フランシスコ・アウストリア）
- 7月『yu emao live in BLITZ』（東京・赤坂BLITZ） ※オールスタンディングライブ

## 宝塚歌劇団退団後の主な活動

### 舞台作品
- Bryant Park Movement（2003年1月、赤坂ACTシアター）[17]
- ジャック・ブレルは今日もパリに生きて歌っている
- I LOVE YOU 愛の果ては?
- 三人吉三東青春(さんにんきちざえどのあかつき)（2003年11月、明治座）[18]
- オバラ座の怪人二十面相（2004年1月 - 2月。本多劇場）[19]
- 春が来た
- エディット・ピアフ
- ビリーとヘレン
- ギルダ〜愛の設計〜（2005年3月、博品館劇場・名鉄ホール・新神戸オリエンタル劇場）[20]
- 風を結んで
- テネシー・ワルツ 江利チエミ物語（2005年、2006年[21]） - 雪村いづみ役
- 42丁目のキングダム
- エリザベート10周年ガラコンサート（2016年12月、梅田芸術劇場。2017年1月、Bunkamuraオーチャードホール）　- 皇太子ルドルフ役[22]
- SUPER COLLABORATE SHOW "Mr.PINSTRIPE"
- 君に捧げる歌 A Song for you
- ねぇ、夜は誰のためにあるの?
- シネマにＸＸＸ(キスキスキス)
- ベルばらから次郎長へ 勢揃い、清水港　次郎長三國志
- あるジーサンに線香を
- ミュージカル「絆 2011 －少年よ、大紙を抱け！－」（2011年10月20日 - 2010年10月25日、新国立劇場・中劇場）- 中根遥香 役
- 越路吹雪生誕90周年記念コンサート(2014年8月11日）
- わらいのまち（2017年）[23]
- 後鳥羽伝説殺人事件（2024年5月4日 - 7日、渋谷区文化総合センター大和田 伝承ホール）- 落合真紀 役[24][25]
- 殺し屋にくびったけ（2025年3月26日 - 30日、六行会ホール）[26]

### テレビ
- 麻婆豆腐の女房（NHK総合）
- にっぽん縦断 こころ旅（NHK BSプレミアム）
- 遠くへ行きたい（日本テレビ）
- 踊る!さんま御殿!!（日本テレビ）- 「結婚できない芸能人SP」
- ライオンのごきげんよう（フジテレビ）
- クイズ!ヘキサゴン（フジテレビ）
- いまどき!ごはん（テレビ朝日）
- おねぇさまのおせっかい代理店。ファニーカンパニー!（富山テレビ）

### テレビアニメ
- 遊☆戯☆王デュエルモンスターズ（ダーツ[27]）

### ラジオ
- ミラクル・サイクル・ライフ（TBSラジオ、2024年9月29日・10月6日）

### CM
- ダイハツ『MOVE－ベルサイユのばら篇』　※元星組トップスターの香寿たつきと共演[28]

### CD
- 麗人 REIJIN（2015年1月、JVCケンウッド・ビクターエンタテインメント）　※ REIJIN名義
- 麗人 REIJIN-Showa Era-（2015年、JVCケンウッド・ビクターエンタテインメント）　※ REIJIN名義
- 麗人 REIJIN -Season 2（2016年、JVCケンウッド・ビクターエンタテインメント）　※ REIJIN名義
- UnSourire（2018年1月13日、MZ RECORDS）